# Hans Carl von Diebitsch-Zabalkanskij
Hans Carl Friedrich Anton von Diebitsch-Zabalkanskij, född 13 maj 1785 i Gross Leipe nära Obernigk, Preussen, död 10 juli 1831, var en tysk greve och tysk-rysk militär. På ryska omskrivs hans namn även som Ivan Ivanovitj Dibitj-Zabalkanskij (Ива́н Ива́нович Ди́бич-Забалка́нский).
Diebitsch-Zabalkanskij föddes i Schlesien, erhöll sin första militära utbildning i Tyskland, innan han 1801 kom i rysk tjänst. Han blev 1812 generalmajor och slöt samma år fördraget i Tauroggen med Ludwig Yorck von Wartenburg. 1813 blev Diebitsch-Zabalkanskij generallöjtnant, 1818 generaladjutant, 1820 chef för stora generalstaben och 1825 efter kraftig medverkan i dekabristupprorets kuvande verklig general. 1827 upphöjdes han till grevligt stånd. Han var överbefälhavare i Rysk-turkiska kriget 1828-1829, och tilltvang sig 1829 år under blodiga strider övergången över Balkan, intog Adrianopel och genomdrev fredsslutet där. Han belönades efter kriget med sitt hedersnamn, Zabalkanskij ("Balkans överstigare"), och utnämndes till fältmarskalk. 1829 fick Diebitsch-Zabalkanskij uppdrag att som generalguvernör slå ned upproret i Polen men visade under fälttåget 1831 en förvånande brist på energi och beslutsamhet. Redan hotad med avsked, avled han av kolera.